# زوآ مورانی
زوآ مورانی (به انگلیسی: Zoa Morani) بازیگر و مدل هندی است که در فیلم‌های بالیوود نقش آفرینی می‌کند. او در فیلم و مجموعه‌های اینترنتی نقش آفرینی کرده‌است، از کارهای قابل توجه او می‌توان از همیشه گاهی گاهی(۲۰۱۱)، فرار کن جانی (۲۰۱۵)، عطش (۲۰۲۰) و سه‌شنبه‌ها و جمعه‌ها (۲۰۲۱) نام برد.

## فیلم‌شناسی
به عنوان بازیگر
| سال  | نام فیلم          | نقش     | فیلم/مجموعه اینترنتی | پخش          | مرجع. |
| ---- | ----------------- | ------- | -------------------- | ------------ | ----- |
| ۲۰۱۱ | همیشه گاهی گاهی   | ناندینی | فیلم                 |              |       |
| ۲۰۱۵ | فرار کن جانی      | تانیا   | فیلم                 |              |       |
| ۲۰۲۰ | عطش               | ماهی    | فیلم                 | زی۵          |       |
| ۲۰۲۱ | سه‌شنبه‌ها و جمعه‌ها | کجال    | فیلم                 | نتفلیکس      | [ ۴ ] |
| ۲۰۲۳ | غرش               | واندانا | مجموعه اینترنتی      | آمازون پرایم |       |

به عنوان دستیار کارگردان
| سال  | فیلم              |
| ---- | ----------------- |
| ۲۰۰۷ | ام شنتی ام        |
| ۲۰۰۸ | صدایت را بالا ببر |